# 蛇夫宫
蛇夫宫星座日期为11月29日至12月17日。在1928年国际天文联合会确认蛇夫座为第十三个黄道星座。
有时会作为占星术黄道十二宫之外的第十三宫出现，但該宮作為第十三個占星術星宮並未被廣泛採納。

## 符号
1974年，斯蒂芬·施密特设计了一个蛇夫宫的符号，该符号看起来像一个人背着一条蛇。
1995年，沃尔特·伯格也提出了一个蛇夫宫的符号，符号看起来像字母U与波浪號叠加，在日本已经得到较为广泛的使用；2009年，它被建议列入Unicode标准中的表情符号扩展；2010年10月，它被添加到Unicode 6.0之中（⛎，U+26CE）。
2011年，卡纳塔斯·瓦西里斯在他的书中建议使用希腊字母“Φ”为蛇夫宫的象征符号，它来自蛇夫座的希腊文“ΟΦΙΟΥΧΟΣ”。